# 謝拉縣
謝拉縣（英語：Sierra County）是美国加利福尼亚州東部內華達山脈的一個縣，東鄰内华达州，面積2,491平方公里，根據2020年美國人口普查數字，共有人口3,236人。縣治唐尼維爾（Downieville）。該縣成立於1852年4月16日，縣名是西班牙语「山脈」的意思，指的是內華達山脈。

## 地理

### 建制市镇
| 自治体（市/镇）      | 成立年份 | 人口（2018） |
| -------------------- | -------- | ------------ |
| 洛亚尔顿（Loyalton） | 1901     | 695          |